# Chiesa di Santa Maria della Pietà (Gesualdo)
La chiesa di Santa Maria della Pietà (detta anche di Sant'Antonino) è un luogo di culto di Gesualdo, in provincia di Avellino.

## Storia e descrizione
La chiesa fu fatta erigere da Niccolò I Ludovisi nel 1642, in ricordo della seconda moglie Polissena Mendoza, ultima discendente della nobile casata degli Appiani di Piombino, come riportato sulla lapide collocata al di sopra del portale d'ingresso, al centro della facciata, dall'aspetto semplice e lineare. Sopra la scritta è posto lo stemma dei Ludovisi e gli insigne degli Appiani e Mendoza. Giovanbattista Ludovisi, figlio di Nicolò, nel 1666 fece costruire, a fianco del lato sinistro dell'entrata, un piccolo locale da adibire a sagrestia.
Nel 1731 fu trasferito in questa sede tutto ciò che restava della chiesa di Sant'Antonino Martire, sita alla periferia del centro abitato e ormai del tutto fatiscente, non più utilizzabile: i registri parrocchiali, la statua del santo e pregevoli quadri. L'abate Giacomo Catone, curato della parrocchia dal 1800 alla sua morte, nel 1827 arricchì le pareti dell'interno e la volta con decorazioni a stucco.
Resa inagibile a seguito del terremoto del 1980, la chiesa è stata ristrutturata e riaperta al culto. Attualmente è di nuovo in fase di restauro. Il corredo di tele risalenti ai secoli XVI, XVII e XVIII proveniente chiesa è esposto nel museo diocesano di Nusco.

## Galleria d'immagini

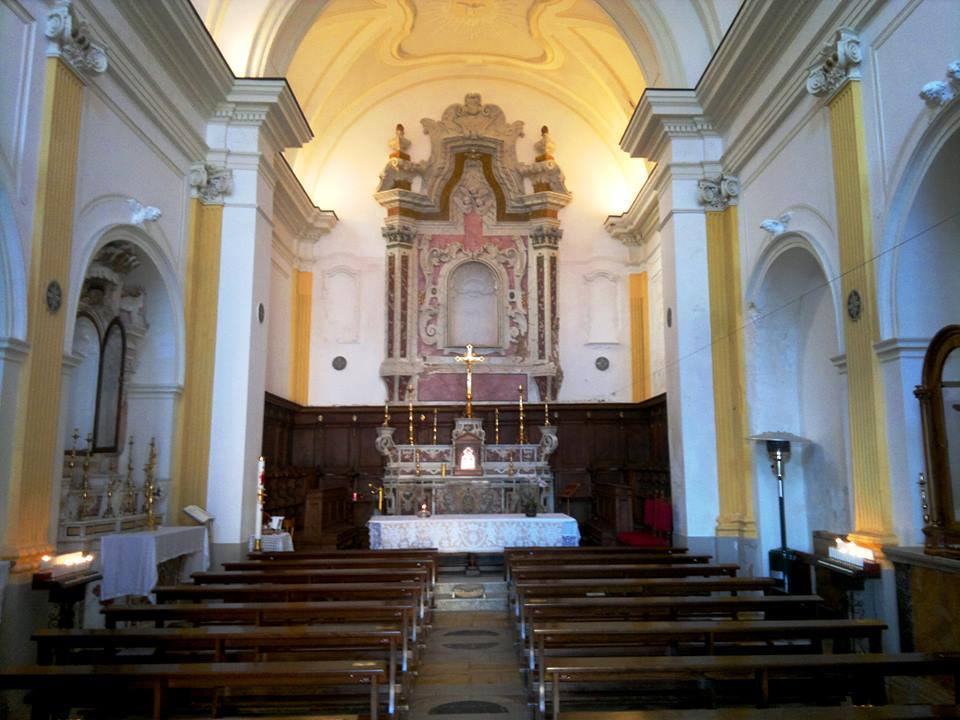
Interno della chiesa
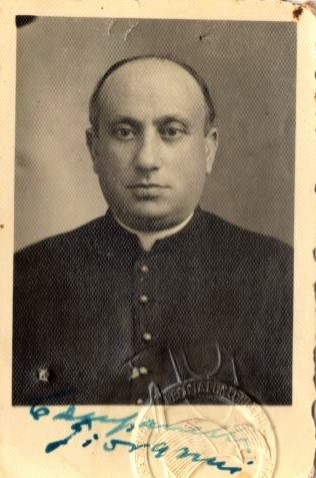
Don Giovanni Campanella, curato della chiesa dal 1948 al 1965